# تنين ياباني

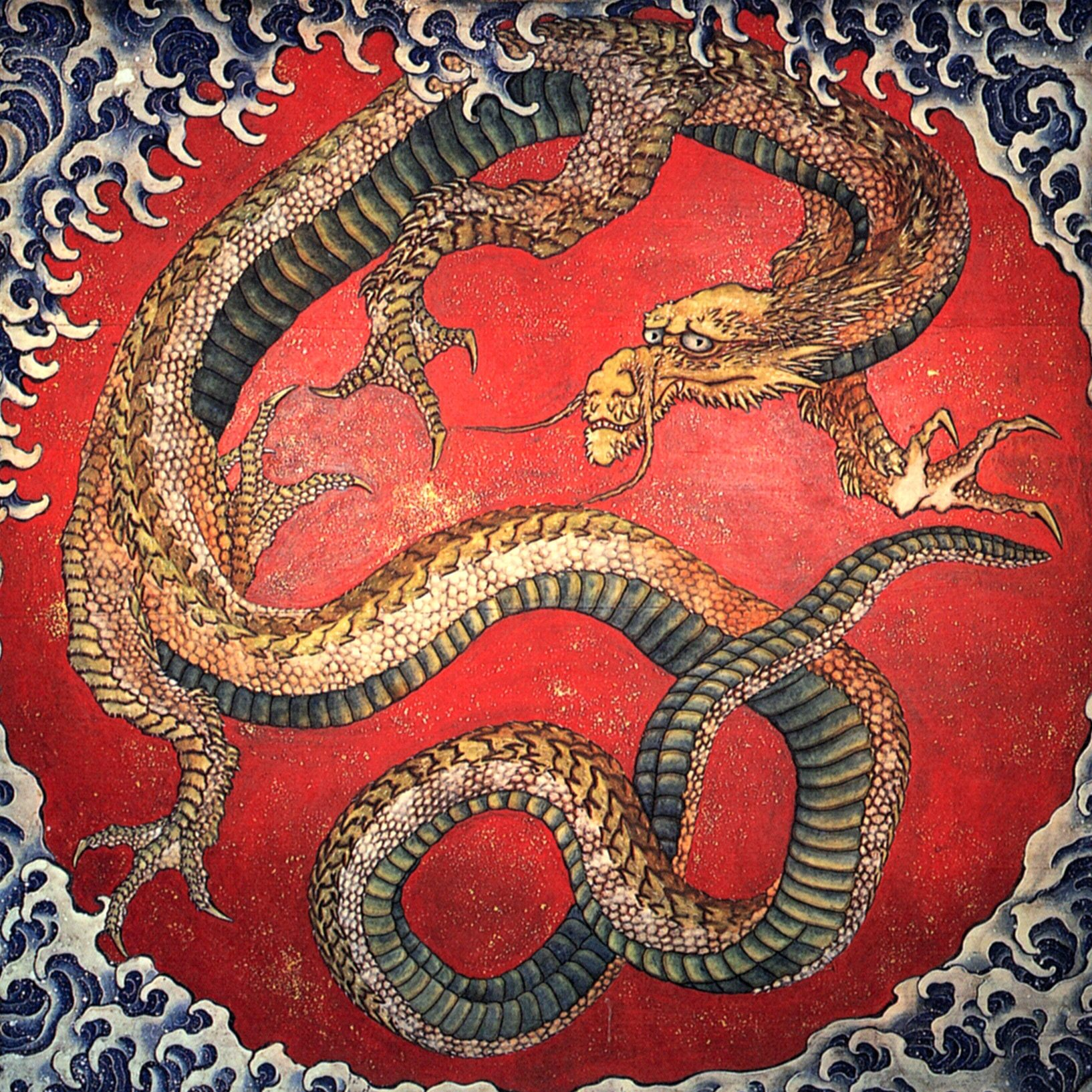
صورة للتنين لهوكوساي.

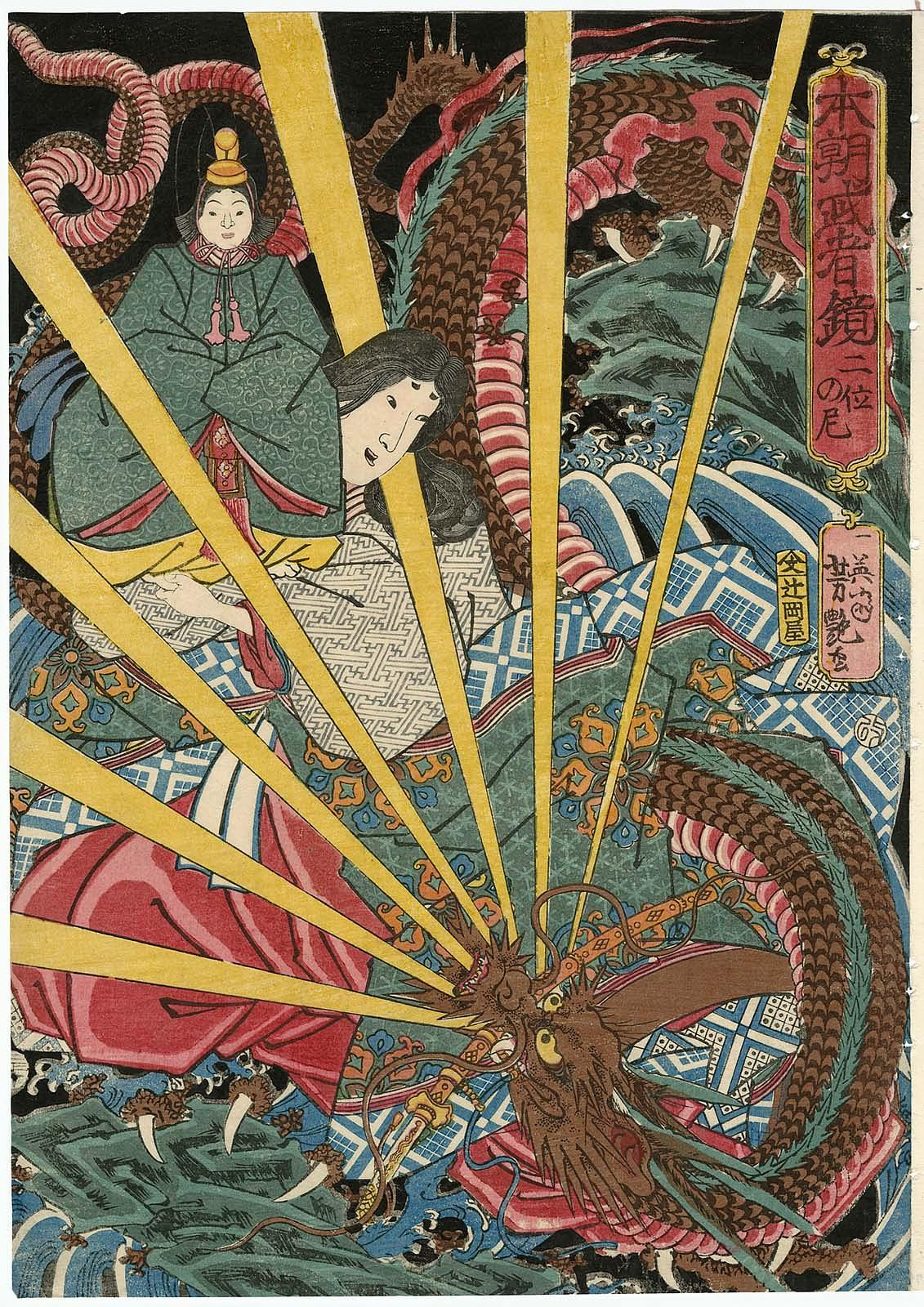
جدة الإمبراطور أنتوكو تنقذه من التنين، رسمها Yoshitsuya Ichieisai.

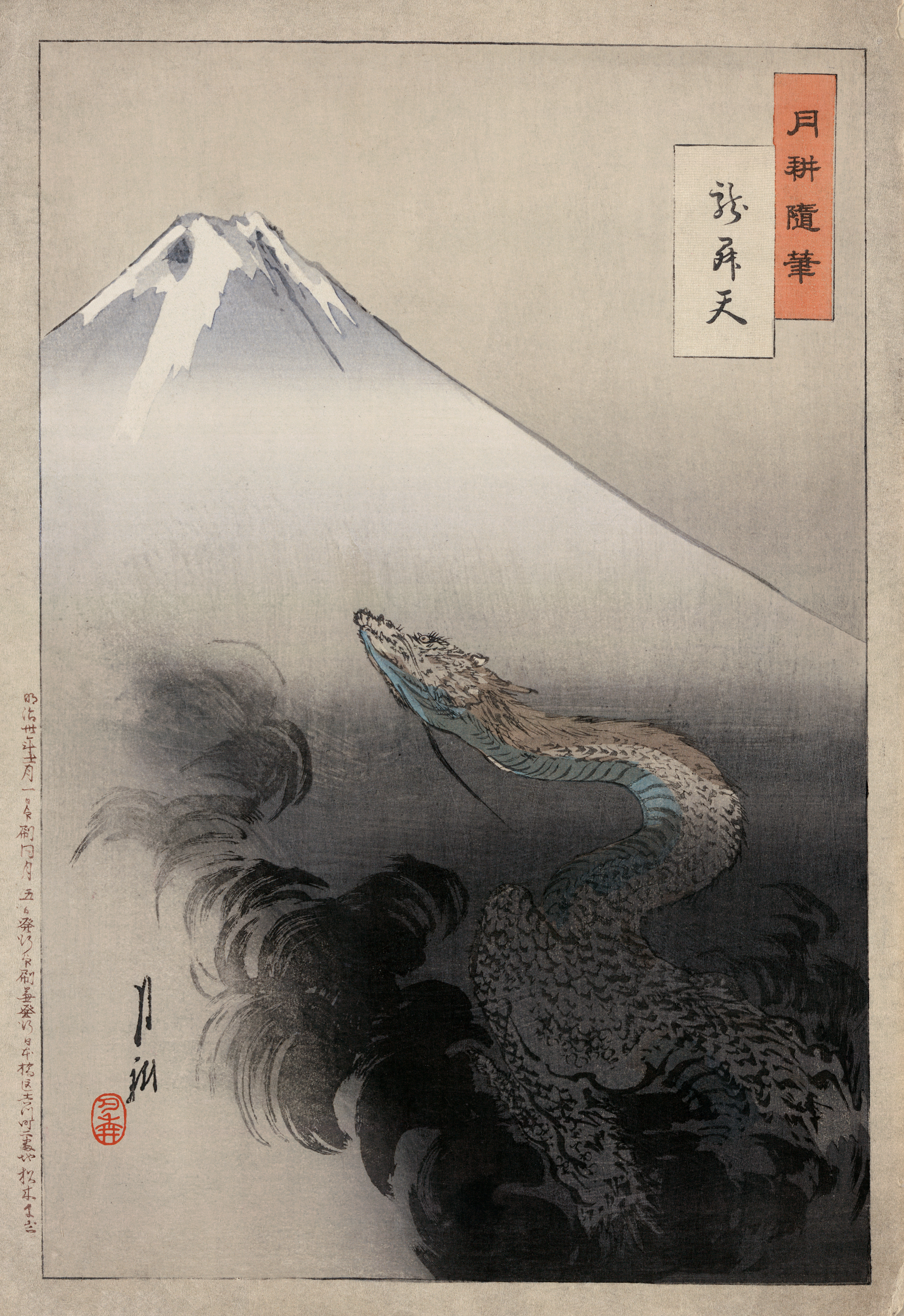
تنين يصعد نحو السماء مع جبل فوجي في الخلفية في 1897 رسم أوكييو-إه بواسطة أوغاتا جيكو المسمي منظر جبل فوجي.

التنين الياباني هي مخلوقات أسطورية مقدسة في الفلكلور الياباني. ترجع أغلب حكايا التنين الياباني إلى نظيراتها من التراث الصيني والكوري، وذلك عند إدخال البوذية إلى اليابان. ومثل معظم التنانين الآسيوية الأخرى فإن التنين الياباني أيضًا هو إله مائي متصاحب مع المطر والمسطحات المائية، ويصور على أنه مخلوق كبيرة بدون أجنحة وذو أرجل بمخالب. هناك العديد من الكلمات في اللغة اليابانية لكلمة تنين، أشهرها كلمة ريو (باليابانية: 竜).

## معرض صور

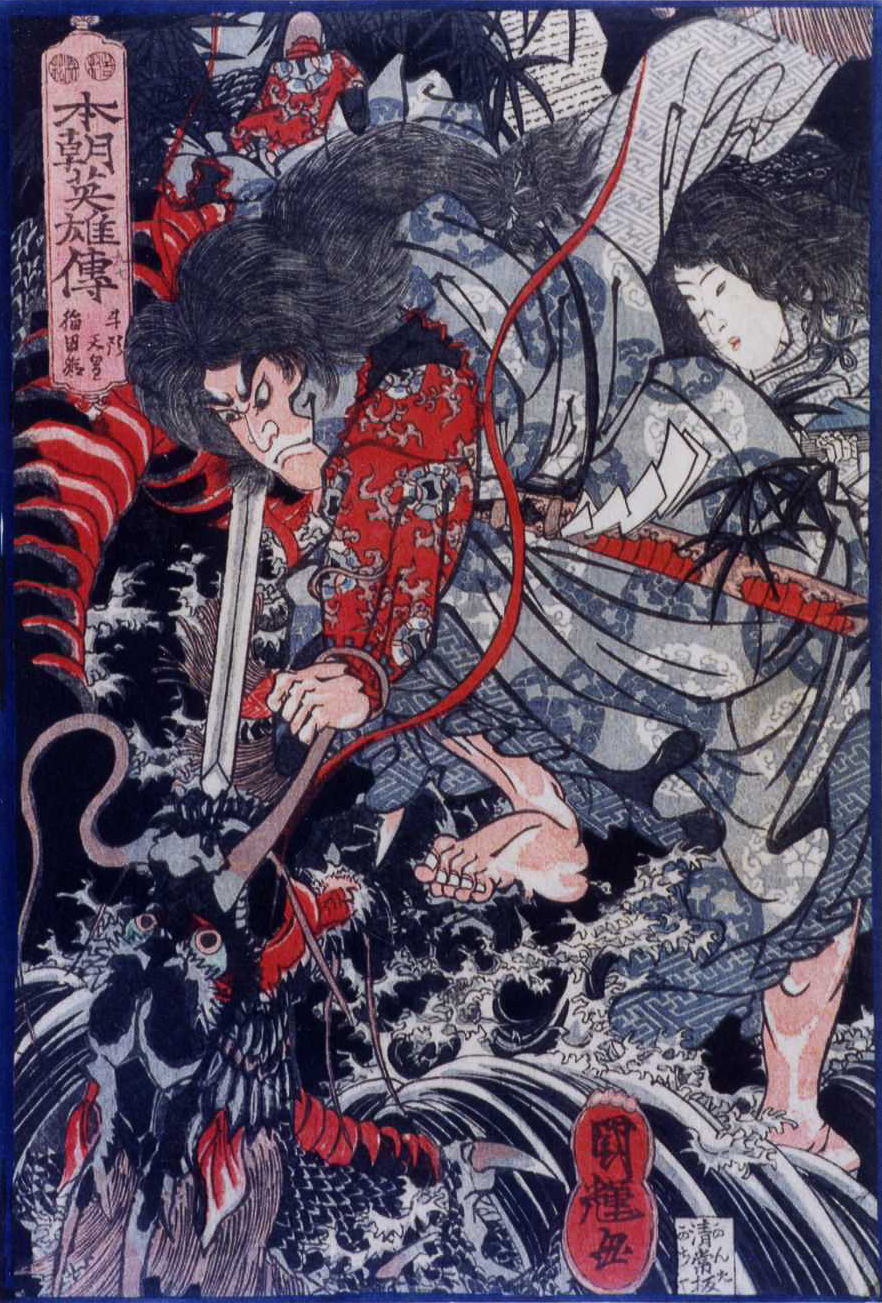
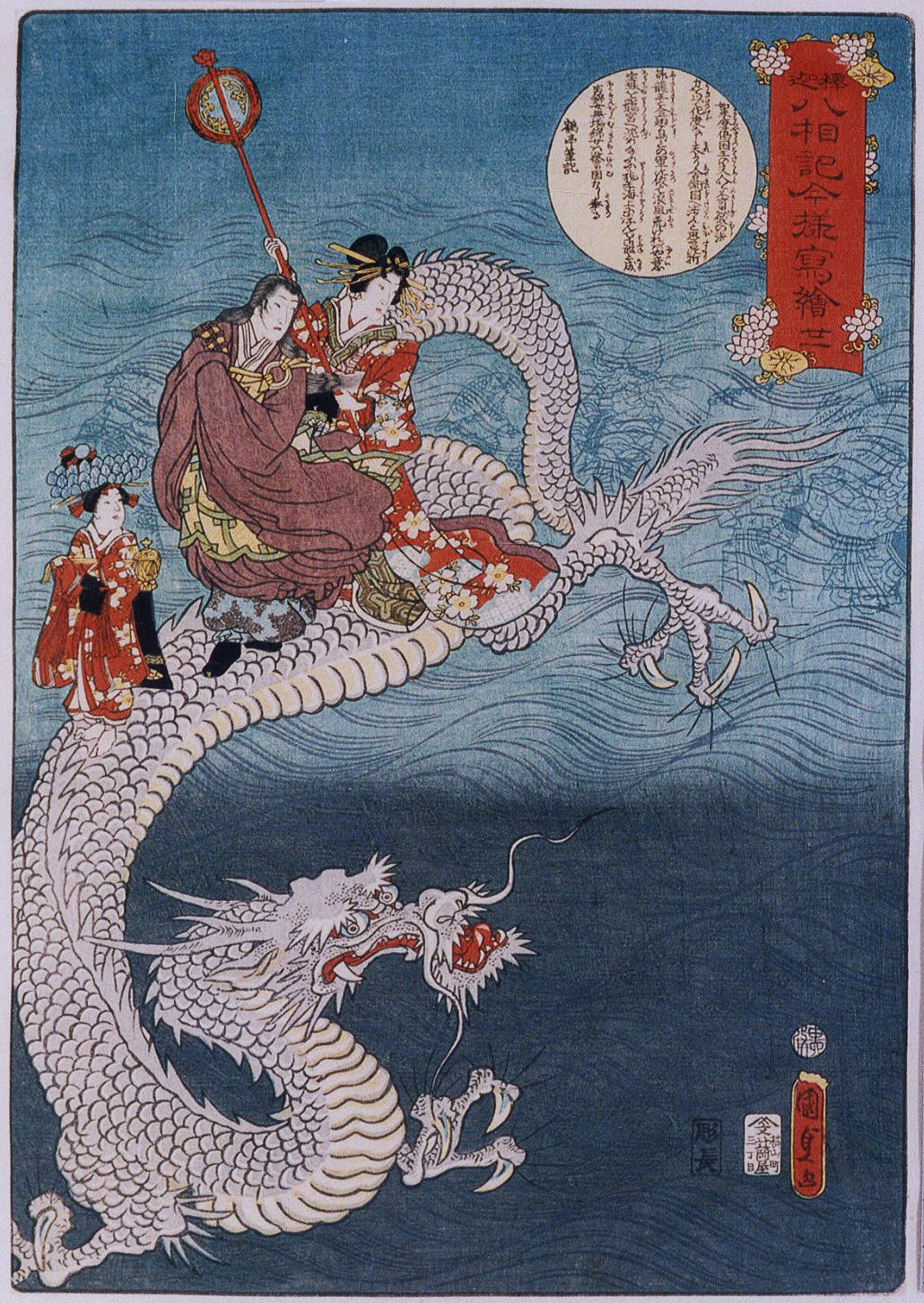
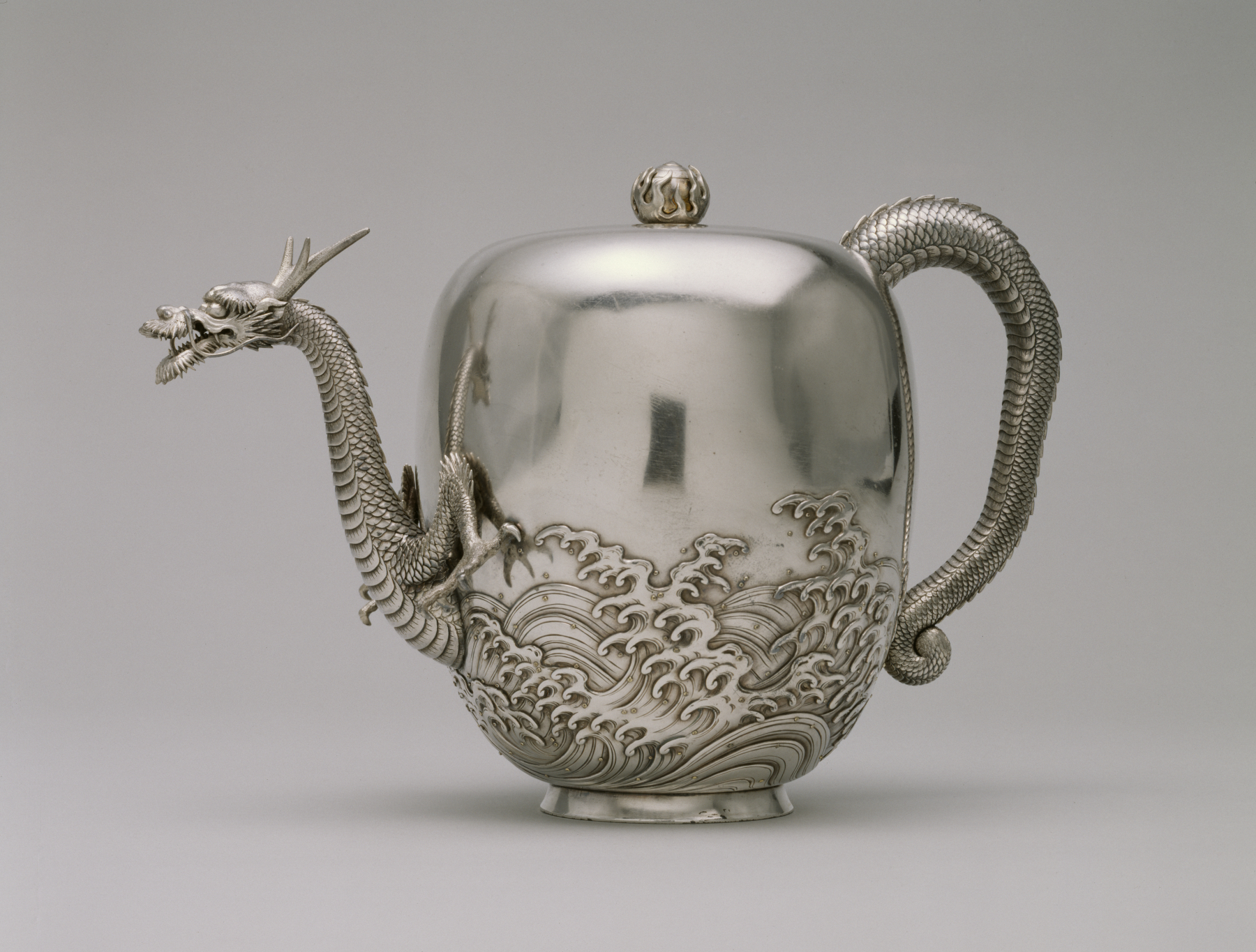